# ラクトース
ラクトース（Lactose）または乳糖（にゅうとう）は、二糖類の低甘味度甘味料。ショ糖の0.4倍の甘味を有する。

## 概要
牛乳や人乳問わず哺乳類の乳汁に含まれている。また、植物ではレンギョウの花粉中に含まれていることが知られている。
β-ガラクトシダーゼによってガラクトースとグルコースに加水分解される。
血中グルコース濃度が0.14%を大きく超えると糖化反応により身体に毒性を示すが、グルコースを乳糖に再合成することにより数パーセントの濃度であっても身体の細胞に毒性を示さない。乳中の乳糖は母体に悪影響を与えずに子供に多量の糖分を供与する手段となっている。乳糖の大部分は乳児の小腸のラクターゼによってグルコースとガラクトースに分解・吸収され、ガラクトースは乳児の肝臓でグルコースに変換されて利用される。
母乳に含まれる乳糖の一部は分解されずに大腸に達し、乳児の腸内のビフィズス菌を増やす働きがある。
食品に使用する際は、還元乳糖を多量摂取すると緩下作用（腹がゆるくなる）があるため、整腸作用がある還元難消化性デキストリンを併用することがある。

## 化学的性質
化学式 C12H22O11、分子量 342.3で、ガラクトースとグルコースがβ-1,4-グリコシド結合した二糖である。乳漿（ホエイ）から作られる。